# Scambus arizonensis
Scambus arizonensis là một loài tò vò trong họ Ichneumonidae.